# (10240) 1998 VW34
1998 في دابليو 34 (ويعرف أيضًا باسم (10240) 1998 في دابليو 34 وفق تسمية الكوكب الصغير) (بالإنجليزية: 1998 VW34)‏ هو كويكب ضمن حزام الكويكبات؛ وترتيبه 10240 من حيث الاكتشاف.
اكتُشف هذا الجُرم الف6455465688
98.

## وصلات خارجية
- (10240) 1998 VW34 في قاعدة بيانات مختبر الدفع النفاث لأجرام النظام الشمسي الصغيرة

- الاكتشاف · مخطط المدار ·  العناصر المدارية · المعلمات المادية

- (10240) 1998 VW34 على موقع ويكي سكاي: DSS2, SDSS, GALEX, IRAS, Hydrogen α, X-Ray, Astrophoto, Sky Map, Articles and images